# Gelterkinden
Gelterkinden est une commune suisse du canton de Bâle-Campagne, située dans le district de Sissach.

Vue aérienne (1966).

## Transports
- Ligne ferroviaire CFF Bâle-Olten, à 24 km de Bâle et à 15 km d'Olten.

## Personnalités liées à la commune
- Barbara Saladin, écrivain.

## Curiosités
- Place du village avec fontaine et presbytère.
- Église paroissiale réformée datant de la fin du XVe siècle.